# Isla Anak Bukom
Isla Anak Bukom (en malayo: Pulau Anak Bukom; en chino: 安娜毛广岛; en tamil: குட்டி புக்கும் தீவு) es un pequeño islote de 0,2 hectáreas situado en el suroeste del país asiático de Singapur, entre Pulau Bukom y Pulau Bukom Kechil. Anak Bukom significa "hijo de Bukom" en malayo, una referencia a su pequeño tamaño y la ubicación justo al lado de Pulau Bukom.